# Willie The Lion Smith

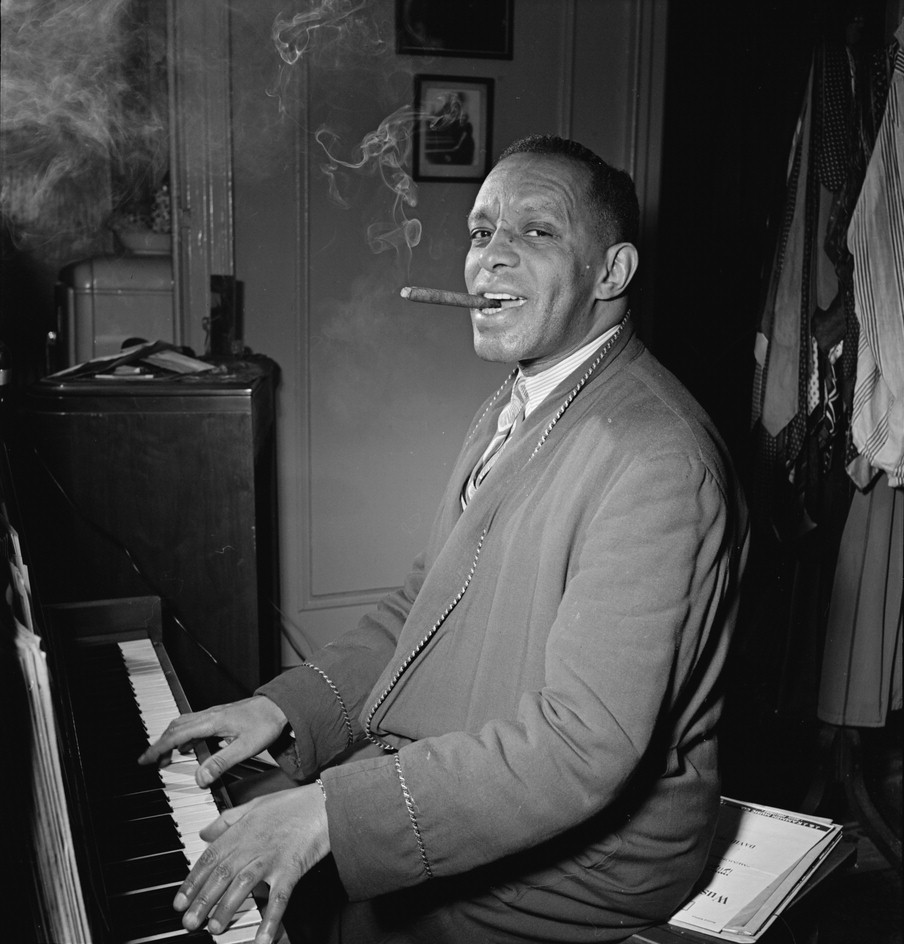
Willie Smith in seinem Appartement in Manhattan, New York, ca. Jan. 1947, Foto: William P. Gottlieb

Willie „The Lion“ Smith (* 23. November 1893 in Goshen, Orange County, New York, als William Henry Joseph Bonaparte Bertholoff; † 18. April 1973 in New York City) war ein US-amerikanischer Jazz-Pianist und -komponist. 

## Leben
Bertholoff erhielt mit drei Jahren den Namen seines Stiefvaters Smith und begann 1914 als Berufsmusiker in Newark, dann in Atlantic City und New York City. Er machte zunächst als Solist Karriere, die von seinem Kriegseinsatz in der Artillerie und im Militärorchester unterbrochen wurde. 1920 gründete er in Harlem seine erste Band, um 1930 hatte er in Harlem ein Engagement im Nachtclub Pod’s and Jerry’s. In den 1930er Jahren trat er zumeist mit seinen verschiedenen Bands auf, in den 1940er Jahren setzte er seine freiberufliche Tätigkeit fort, machte aber 1949 und 1950 auch erste Tourneen durch Nordamerika und Europa. 1958 und 1965 nahm er am Newport Jazz Festival teil; 1968 spielte er auf dem Berkley Jazz Festival. 1964 veröffentlichte er seine (gemeinsam mit George Hoefer) verfasste Autobiographie „Music On My Mind: The Memoirs of An American Pianist“, zu der Duke Ellington ein ausführliches Vorwort beisteuerte. 1971 war er letztmals auf Tournee in Nordamerika und Europa.
Er war ein zentraler Vertreter des Harlem Stride Piano (mit einem Verschnitt aus Ragtime, Impressionismus und Kontrapunkt als besonderem Stil) und war neben James P. Johnson Mentor von Fats Waller. Er nahm unter eigenem Namen, aber auch mit Mezz Mezzrow (1934/36), Sidney Bechet (1939/41) und Big Joe Turner (1940) auf.
Über seinen Spitznamen ließ er selbst drei verschiedene Versionen kursieren: Einerseits erzählte er, dass James P. Johnson ihn wegen seines feurigen und unternehmungslustigen Charakters so nannte. Ein anderes Mal sagte er, dass sein ursprünglicher Berufswunsch, als Sohn eines jüdischen Vaters Rabbiner zu werden, ihm den Beinamen „Löwe von Judäa“ einbrachte. Die dritte, von ihm meist verwendete Variante besagt, dass er während seines Einsatzes im Frankreich des Ersten Weltkrieges so tapfer war, dass er beim Militär Sergeant William H. Smith „The Lion“ genannt wurde.